# Хайнрих Хайне (награда - ГДР)
Литературната награда „Хайнрих Хайне“ (на немски: Heinrich-Heine-Preis des Ministeriums für Kultur der DDR) е учредена през 1956 г. от Министерството на културата на ГДР и съществува до 1990 г. Присъжда се веднъж годишно на 13 декември, рождената дата на Хайнрих Хайне, за поетически творби и литературна публицистика.
Размерът на наградата след 1979 г. възлиза на 10 000, а по-късно на 15 000 източногермански марки.

## Носители на наградата (подбор)
- Херман Кант (1962)
- Хайнц Калау (1963)
- Хелмут Прайслер (1966)
- Йенс Герлах (1967)
- Уве Бергер (1968)
- Фолкер Браун (1971)
- Щефан Хермлин (1972)
- Сара Кирш (1973)
- Кито Лоренц (1974)
- Ева Щритматер (1975)
- Хайнц Чеховски (1976)
- Петер Рюмкорф (1988)